# Peggy Scholler
Peggy Scholler (eigentlich Margaret Scholler, verheiratete Mullady; * 1. Mai 1941 in Brooklyn; † 15. September 2001 in Brooksville, Florida) war eine US-amerikanische Speerwerferin.
1959 wurde sie bei den Panamerikanischen Spielen in Chicago Vierte mit 39,90 m.
Im Jahr darauf kam sie bei den U.S. Olympic Trials mit ihrer persönlichen Bestleistung von 47,10 m auf den zweiten Platz, wurde jedoch nicht für die Olympischen Spiele in Rom nominiert.